# La Gaceta Literaria
La Gaceta Literaria fue una revista cultural editada en Madrid entre 1927 y 1932. Fundada por Ernesto Giménez Caballero, fue la plataforma más importante del movimiento vanguardista español y la llamada «generación del 27».

## Historia
Fundada y dirigida por Ernesto Giménez Caballero, tuvo como secretario en sus primeros meses a Guillermo de Torre. Con periodicidad quincenal, editó un total de 123 números. Llevaba por subtítulos «Ibérica-americana-internacional» y «Letras-Arte-Ciencia». Su primer ejemplar apareció el 1 de enero de 1927; en su primera plana llevaba un editorial programático —«Salutación», sin firma, pero escrito por su director— y un artículo de presentación de José Ortega y Gasset —titulado «Sobre un periódico de las letras»— donde remarcaba la necesidad de un órgano de prensa dirigido a «mirar la literatura desde fuera, como hecho, e informarnos de sus vicisitudes, descubrirnos la densa pululación de ideas, obras y personas» y contribuir a «sacudir los restos de provincianismo» que aquejaban a las letras españolas.
En agosto de 1929 fue adquirida por la Compañía Ibero-Americana de Publicaciones (CIAP), que devolvió a sus iniciales accionistas las cantidades aportadas al ser fundada. La cabecera del quincenario reflejó el cambio de propietarios desde el número 65 (1 de septiembre de 1929), figurando desde entonces como codirector Pedro Sainz Rodríguez, aunque de hecho siguió siendo Giménez Caballero «quien llevara el peso de la dirección».
Vinculada a la «generación del 27», cesó de publicarse el 1 de mayo de 1932.
En ella colaboraron autores como Luis Buñuel, César M. Arconada, Rafael Alberti, Sebastià Gasch, Benjamín Jarnés, Luis Gómez Mesa, Guillermo de Torre, Ramiro Ledesma Ramos, Luis Araquistáin, Melchor Fernández Almagro, Ramón Gómez de la Serna, Pedro Sainz Rodríguez, Francisco Ayala, Juan Chabás, José Moreno Villa, José Bergamín, Enrique Lafuente Ferrari, Salvador Dalí o Federico García Lorca, entre otros y otras escritoras de la Generación del 27 como Rosa Chacel.
Ha sido descrita como «una de las más importantes en el panorama cultural español y órgano de expresión y comunicación de los componentes de la "Generación del 27"».